# Agrippina Vagánova
Agrippina Yákovlevna Vagánova (en ruso Агриппина Яковлевна Ваганова; 6 de julio de 1879–5 de noviembre de 1951) fue una maestra de ballet rusa que desarrolló el método Vagánova, técnica derivada de los métodos de enseñanza de la antigua Escuela de Ballet Imperial (actual Academia Vagánova de Ballet) bajo el Maître de Ballet Marius Petipa desde mediados a finales del siglo XIX, aunque principalmente los años 1880 y 1890. Su Fundamentos de la Danza Clásica (1934) sigue siendo un libro de texto común para la instrucción de las técnicas del ballet.
Toda la vida de Vagánova estuvo relacionada con el Ballet Imperial (más tarde Ballet Kírov) del Teatro Mariinski en San Petersburgo. Fue aceptada en 1888 en la Escuela de Ballet Imperial, la gran institución de danza clásica fundada por Ana de Rusia y financiada por los zares. Se graduó de la Classe de Perfection de la anterior Prima Ballerina Evguéniya Sokolova (también fue entrenada por Ekaterina Vázem, Enrico Cecchetti, Christian Johansson y Pável Gerdt). El ballet no le resultó fácil a Vagánova en sus primeros años como estudiante, pero lentamente y gracias a los esfuerzos y fuerza de voluntad logró unirse al ilustre Ballet Imperial tras su graduación. Aunque no logró la categoría de Prima hasta un año antes de su retiro, llegó a ser conocida entre los aficionados al ballet de San Petersburgo como la «reina de las variaciones» por su virtuosismo y nivel técnico. Curiosamente, el antiguo Maître Petipa se preocupó muy poco por Vagánova como bailarina: todas las menciones a sus actuaciones en sus diarios suelen ir acompañadas de comentarios tales como «horrible» o «espantoso».
En 1917, se retiró del escenario y empezó a enseñar en el jortéjnikum, como se conocía entonces a la Escuela de Ballet Imperial. Aunque había tenido una carrera respetable como bailarina, sería gracias a su maestría en la enseñanza de danza clásica como se ganaría un destacado lugar en la historia del ballet. Su propio esfuerzo inicial para desentrañar la técnica del ballet le había enseñado mucho y los estudiantes a los que entrenaría llegarían a ser leyendas de la danza. Tras la revolución de 1917 el futuro del ballet en Rusia parecía sombrío, pero Vagánova «luchó con uñas y dientes» (como ella decía) por la supervivencia del arte que amaba y la conservación del legado de Marius Petipa. En 1934 fue nombrada directora del jortéjnikum, la escuela que actualmente lleva su nombre: la Academia Vagánova de Ballet.
Entre los pupilos de Vagánova estuvieron las famosas bailarinas soviéticas Natalia Dudínskaya, Marina Semiónova, Galina Ulánova, Olga Lepeshínskaya y Maya Plisétskaya. Sus enseñanzas buscaron combinar el estilo elegante y refinado del Ballet Imperial que Vagánova había aprendido de Enrico Cecchetti con la más vigorosa danza desarrollada en la Unión Soviética. En 1933, puso en escena y coregrafió la celebrada versión de El lago de los cisnes con Ulánova como Odette-Odile.
Otros famosos graduados de la academia de Vagánova fueron Rudolf Nuréyev, Irina Kolpakova, Mijaíl Barýshnikov, Natalia Makárova, Yuri Soloviov, Altynái Asylmurátova, Diana Vishniova y Svetlana Zajárova.